# トロムス県

トロムス県
Troms fylke
Romssa fylka
Tromssan fylkki

トロムス県（Troms [ˈtrʊms] ( 音声ファイル)）は、ノルウェー北部の県である。ヌールラン県の北に位置し、南東にスウェーデンのノールボッテン県、東寄りの部分ではフィンランドのラッピ県とも接しており、北西はノルウェー海に面する。面積26,190平方キロメートル。人口168,340人（2023年）。行政中心地はトロムソ。
県全域が北極圏内に位置する。県内には少数民族のサーミ人とクヴェン人が居住しており、サーミ語のロムッサ (Romssa) とクヴェン語のトロムサ（Tromssa）も正式名称である。
2020年1月1日にフィンマルク県と合併、トロムス・オ・フィンマルク県の一部となった。2024年1月1日、合併解消に伴い再設置された。なお県知事（Statsforvalteren）は、合併解消後もフィンマルク県ヴァドソーの「トロムス・オ・フィンマルク県知事」が引き続き両県の県知事を務める。

## 名称・県章
この県の名前はトロムス島にちなんで名づけられた名前である。「トロムス」の語源については諸説があり、確定していない。1919年まではこの県はトロムソ県（Tromsø）と呼ばれていた。2006年7月1日には、北部サーミ語の「ロムッサ」も「トロムス」と並ぶ正式名称となった。以下に県名と「県」を含めた正式名称を示す。
- ノルウェー語: Troms、Troms fylke
- 北部サーミ語: Romsa、Romssa fylka
- クヴェン語: Tromssa、Tromssan fylkki

## 地理

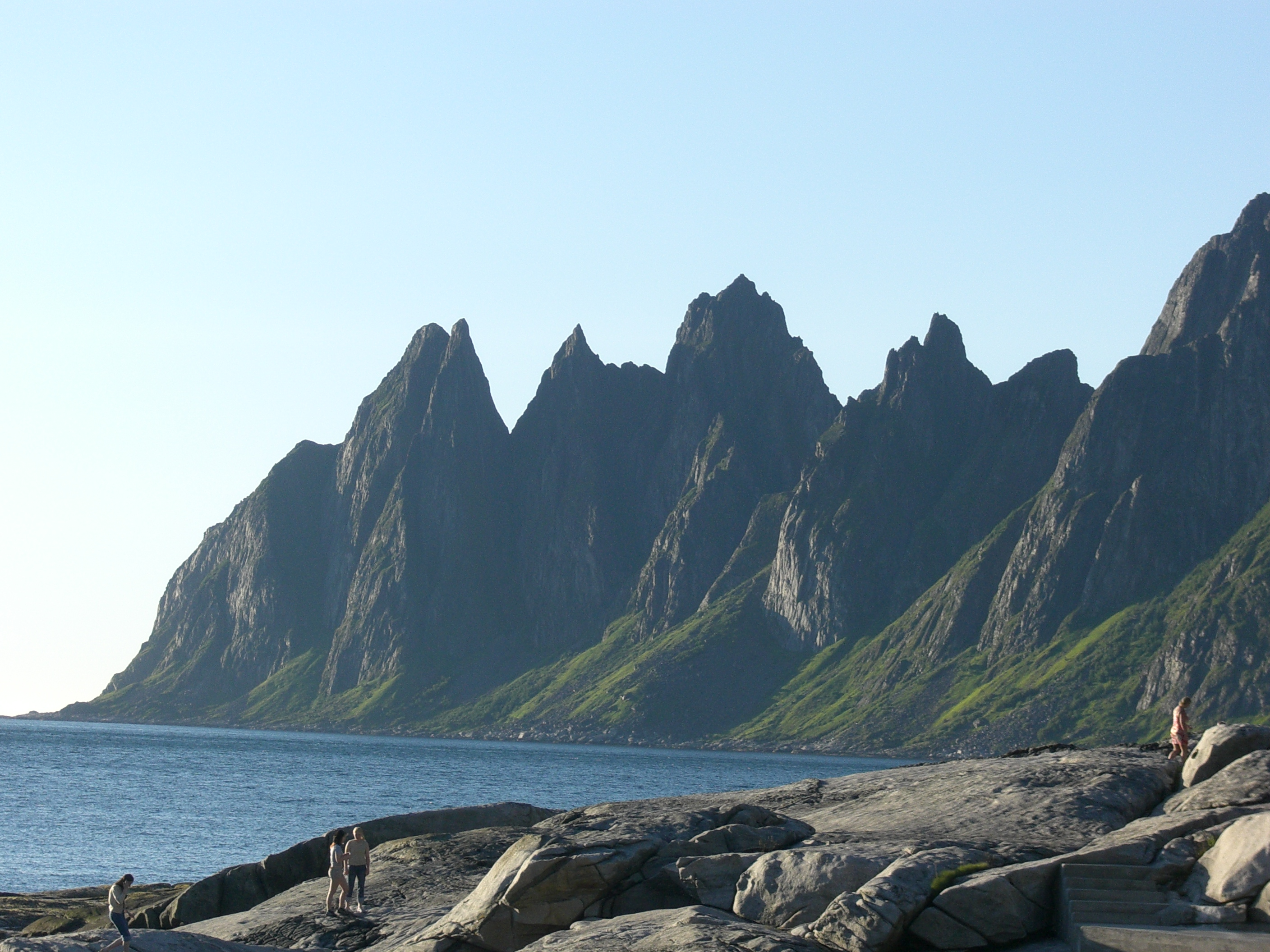
セーニャ島

フィヨルドによる入り組んだ海岸線が特徴のノルウェーの中でも、トロムス県の海岸線はとりわけ入り組んでいる。非常に島が多く、大きな島は南から、ヒン島、グリーュト島、セーニャ島、クヴァール島、リンヴァッス島、ライン島、ヴァンナ島、アルン島である。大きく、標高の高い島が外洋に面して並んでおり、防風・防波の役割を果たすため、その内側のフィヨルド湾では安全な航行が可能である。
いくつかの大規模なフィヨルドが海岸から内陸深く伸びている。大きいフィヨルドは南から、ヴォーグスフィヨルド、アーンドフィヨルド、マランゲン、バールスフィヨルド、ウッルスフィヨルド、リュンゲン、クヴェーナンゲンが挙げられる。
最大の湖は内陸部のアルテヴァトネットである。
トロムス県は全域にわたって山がちな地形だが、なかでも際だっているのはリュンゲン山脈である。リュンゲン山脈には小規模な氷河がいくつかあり、標高1,833メートルのイエッケヴァッリは県内の最高峰である。そのほか、県内のクヴェーナンゲンにもいくつかの氷河が位置している。エクスフィヨールヨーケレンはクヴェーナンゲンとフィンマルク県のロッパにまたがっている氷河で、クヴェーナンゲンフィヨルドの支湾、ヨーケルフィヨールで氷塊が海に流れ落ちている。氷塊が海に直接流れ落ちる氷河はヨーロッパ本土では唯一である。
県内でもっとも流量が多い川はモールセルヴァ川である。県内で最大規模の滝はモールセルヴァ滝で、600メートルにわたって続いており、全体で22メートルの高低差がある。

## 気候

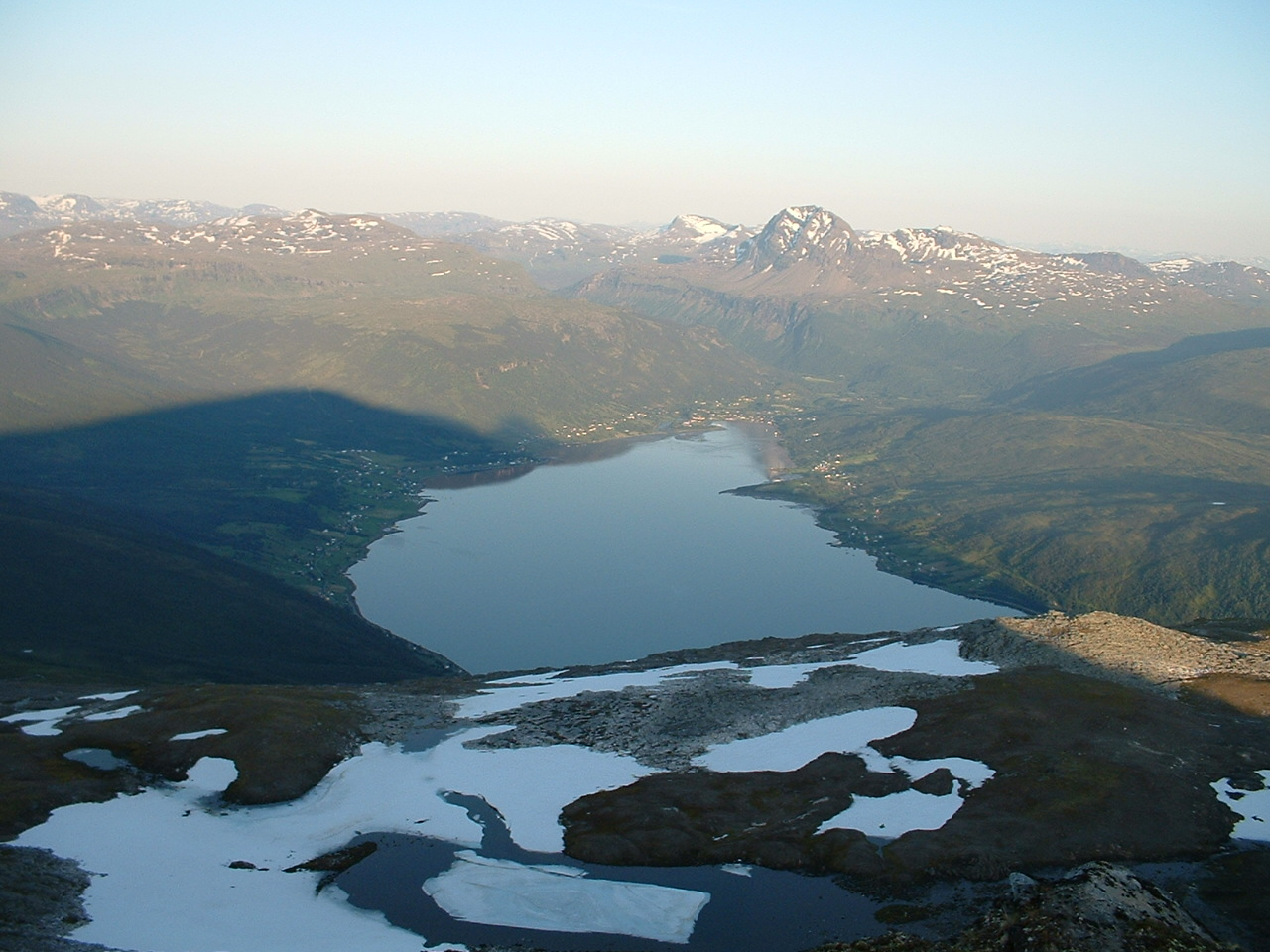
ラヴァンゲン・フィヨルド

北緯70度近くにあるトロムスでは多くの高緯度地域のように短く涼しい夏があり、高緯度地域であるものの温暖なメキシコ湾流の流れ込むノルウェー海の近くに位置する海流の影響による比較的温かい冬がある。11月から4月にかけては寒い日が続く。豊富な雪が降り、なだれは珍しくない。
西向きの風によって、山地東部の平地地帯は山地の西部よりも乾いた気候をしている。ストーフィヨルドのスキヴォスは88日連続の晴天の記録がある。
スキヴォスの降水量は年300mm足らずであるが、リンゲン山地の西トロムソでは約1000mmの降水量がある。しかしトロムス、マーセルヴのダヴィダレン丘陵が最も雨量が少なく、年282mm程度である。さらにバードゥフォス丘陵近郊はこの地域でも一番寒く1月と5月、年の平均気温はそれぞれ-10.4度、13度、0.7度となっている。
マーセルヴの気温は最低-35度、最高30度と幅広い。一番穏やかな気候は南のカヴェフィヨルド近郊ボルケネスであり、1月の平均気温が-2.8度までしか下がらず、年平均気温も4度付近と安定している。

## 自然

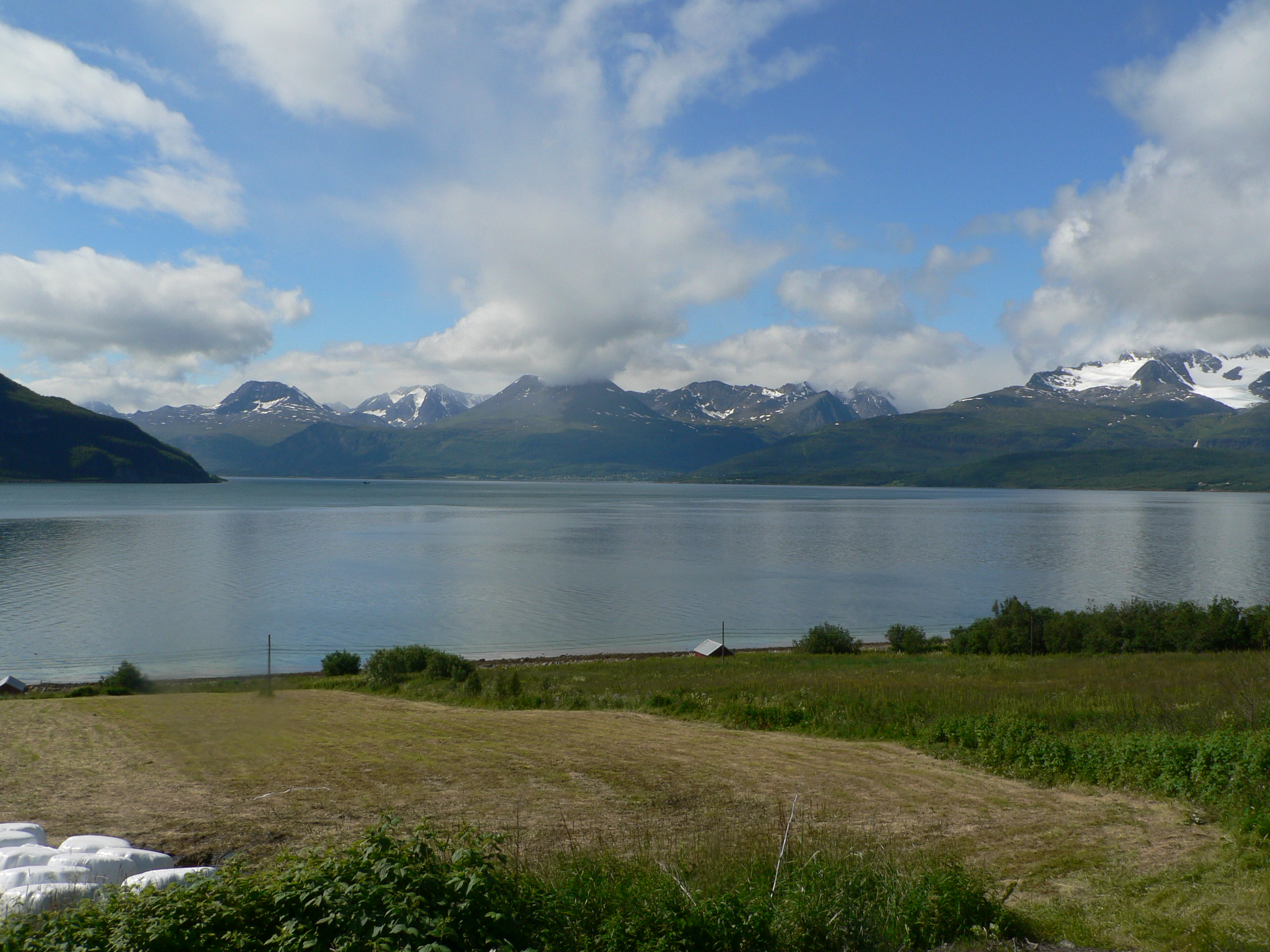
Lyngenから眺めたフィヨルド

ヘラジカ、アカギツネ、ウサギ、オコジョ、ネズミなどがトロムスに多く生息しており、夏はヒグマも見かけられる。その他、山岳地域にトナカイやクズリ、河川部にカワウソ、森林部にオオヤマネコ、海岸線にはネズミイルカなどの生物がすむ。鳥類ではライチョウ、オジロワシ、カモメが海岸線に多い。
トロムス内陸部では森林限界線が見える。トロムスでは樺は通常200m付近で既に樹木限界になっている、内陸部でも比較的温度が高い地区は樺が南斜面の700メートル付近まで伸びている。低地ではナナカマド、ヤマナラシ、ヤナギ、ハンノキ、およびエゾノウワミズザクラ（バードチェリー）がよく見られる。ヨーロッパアカマツは標高400メートル付近までのびている。樹齢500年を超えるようなものも多いと考えられる。
オヴル・ディヴァイダル国立公園が保護地になっており、（2006年には範囲が拡大した。）内陸部のオスター谷、キルケス谷、ディヴァイ谷、ロスタ谷、サイナル谷、スキヴォス谷などの谷は雨が少なく、地形がなだらかであり、夏のハイキングに向いている。ライサ谷では田園的な河川が流れており、谷はカバノキ、マツ、ハンノキ、ヤナギなどで覆われている。この谷の北岸の岸辺は5kmの広さであり両側に1200メートルを超える山が迫っている。南部はさらに乾燥した数100m程度の狭い土地がのびている。
典型的なトロムスのフィヨルドの光景は農作地がフィヨルドの近くに広がっており、山がそれを寒さから保護している。この谷の底部分は70kmにわたって高低差のない平坦な土地が広がっており、ルイサ川を多くのカヌーや船が行き交う。サケの遡上する川であり、137種の鳥類が生息を観測されている。いくつかの河川では滝のようになっており、モリスフォッセンの滝は289mの高さである。平地が終わるのにあわせて谷も終わっている。この谷の上流はレイサ国立公園として保護されている。
トロムソの町はノルウェー北部の中心都市となっている。大西洋に面した港町であり、また、オーロラ観測地としても著名である。スキヴォスのトロムソ大学は世界最北の大学であり、天体観測地となっている。トロムソは近隣地域の学生や若者の流入が見られる。このため地方は過疎化の方向にある。また、南部の地方都市からの人口移動もある。ハーシュターは県南部の商業都市となっている。また、沿岸地域と島は漁業が主要産業である。
漁港は重要な産業であり、スキイェルヴォイ、トロムソ、ハーシュタなどの港で漁が行われている。南部では農業も行われており、繁茂期（ハーシュタで150日間）には短い繁茂期で農業を行っている。バラスフィヨルドより北部でも農業が行われている。
ノルウェー国防軍がこの県の最大の雇用事業者であり、第六軍がこの地に配属されている。バードフォス空港、ヘリコプター、レーダー施設などの設備に雇用が多く生まれている。
トロムソ空港、南部にハーシュタ/ナルヴィク空港が設置されている。
E6、E8道路がこの町を通っており、E6道路は南のヌールラン県のグラタンゲンから北のフィンマルク県クヴァナンゲンまでの間を、E8道路はトロムソからフィンランドのスキヴォス谷やノルヨスヴォスまで続いている。島嶼が多いため橋や海底トンネルも多い。

## 歴史
石器時代初期からトロムスには人が住んでおり、いくつかの岩窟には壁画が残っている。（たとえばイベスタッド、バルスフィヨルドなど）このような人々は狩猟と漁で生活していたと考えられている。
最初にこの地に住み始めた民族はサーミ人であった。考古学的証拠としてこの地域のローマの鉄器時代後期のノース人の鉄文明は、カールソイ（今のトロムソ近郊）には到達しているが、それより東北には到達していない。ノース人の農耕や鉄の文化は海岸線付近やフィヨルド近郊で見つかっており、サーミ人はフィヨルド内の奥に住んでいたと考えられる。
10世紀頃からノース人はさらに北方の沿岸にも現われ始め現在のフィンマルクあたりまで現われる。南中部トロムスはバイキング時代小王国であり、ハロガランド王国の一部だったのではないかと考えられる。バイキングのリーダー、トーラ・フントは、サガによればスティクレサッドの戦いにおいて、オラヴ・ハーラルソンを倒し、決闘と交渉の末、バーコイを勝ち取ったと言われる。近くのトロンデネスは常にバイキングの中心地であり、集会場所であったと考えられている。
クヴァーニの住民の多くはフィンランドから戦争と飢餓を避けて19世紀後半に移民してきたと考えられる。その多くはトロムス北東に定住し、カヴェナンゲン、ノルドレイサ、スケイヴォイ、カーフィヨルド、ストーフィヨルド、バルスフィヨルド、リンゲンなどの土地に住んでいる。
1844年にトロムソ県（Tromsø amt）が設置され、1919年1月1日にトロムス県（fylke）となった。2020年1月1日、北部のフィンマルク県とヌールラン県チェルスンと合併し、トロムス・オ・フィンマルク県となった。2024年1月1日に合併は解消され、旧トロムス県とチェルスンを領域とする新たなトロムス県が発足した。

## 基礎自治体

2020年の合併時点の自治体

2024年1月1日時点で、トロムス県には21の基礎自治体（コムーネ）がある。自治体によってノルウェー語の筆記法が異なるほか、一部の自治体では北部サーミ語、クヴェン語が公用語に制定されている。
- ノルウェー語
  - ブークモール - 7市
  - ニーノシュク - なし
  - ニュートラル（中立） - 14市

- 北部サーミ語 - 7市
- クヴェン語 - 3市

| 自治体 コード | 紋章 | 自治体名           | ノルウェー語名 | 人口 (2023年) | 総面積 (km2) | 採用筆記法   | 所属県                                                                                    |
| ------------- | ---- | ------------------ | -------------- | ------------- | ------------ | ------------ | ----------------------------------------------------------------------------------------- |
| 5501          |      | トロムソ           | Tromsø         | 77,992        | 2,520.80     | ニュートラル |                                                                                           |
| 5503          |      | ハーシュタ         | Harstad        | 24,903        | 445.27       | ニュートラル | 北部サーミ語: Hárstták 併記名: Harstad - Hárstták                                         |
| 5510          |      | クヴァフィヨール   | Kvæfjord       | 2,866         | 512.62       | ニュートラル |                                                                                           |
| 5512          |      | チェルスン         | Tjeldsund      | 4,206         | 814.41       | ブークモール | 北部サーミ語: Dielddanuorri 併記名: Dielddanuorri – Tjeldsund                             |
| 5514          |      | イベスタッド       | Ibestad        | 1,279         | 241.15       | ブークモール |                                                                                           |
| 5516          |      | グラタンゲン       | Gratangen      | 1,079         | 312.76       | ニュートラル |                                                                                           |
| 5518          |      | ラヴァンゲン       | Lavangen       | 983           | 301.62       | ニュートラル | 北部サーミ語: Loabák 併記名: Loabák – Lavangen                                            |
| 5520          |      | バルドゥ           | Bardu          | 3,949         | 2,703.89     | ニュートラル |                                                                                           |
| 5522          |      | サランゲン         | Salangen       | 2,048         | 458.06       | ニュートラル |                                                                                           |
| 5524          |      | マーセルヴ         | Målselv        | 6,782         | 3,324.45     | ニュートラル |                                                                                           |
| 5526          |      | ソレイサ           | Sørreisa       | 3,428         | 362.97       | ニュートラル |                                                                                           |
| 5528          |      | ディロイ           | Dyrøy          | 1,056         | 288.64       | ブークモール |                                                                                           |
| 5530          |      | セーニャ           | Senja          | 14,851        | 1,946.09     | ニュートラル |                                                                                           |
| 5532          |      | バールスフィヨール | Balsfjord      | 5,517         | 1,496.99     | ブークモール |                                                                                           |
| 5534          |      | カールソイ         | Karlsøy        | 2,171         | 1,091.60     | ニュートラル |                                                                                           |
| 5536          |      | リンゲン           | Lyngen         | 2,714         | 812.70       | ニュートラル |                                                                                           |
| 5538          |      | ストーフィヨール   | Storfjord      | 1,836         | 1,542.73     | ニュートラル | 北部サーミ語: Omasvuotna クヴェン語: Omasvuono 併記名: Storfjord – Omasvuotna – Omasvuono |
| 5540          |      | カーフィヨール     | Kåfjord        | 2,000         | 991.16       | ブークモール | 北部サーミ語: Gáivuotna クヴェン語: Kaivuono 併記名: Gáivuotna – Kåfjord – Kaivuono       |
| 5542          |      | スキイェルヴォイ   | Skjervøy       | 2,790         | 474.00       | ブークモール |                                                                                           |
| 5544          |      | ノルドレイサ       | Nordreisa      | 4,772         | 3,437.77     | ブークモール | 北部サーミ語: Ráisa クヴェン語: Raisi 併記名: Nordreisa – Ráisa – Raisi                   |
| 5546          |      | カヴェナンゲン     | Kvænangen      | 1,118         | 2,109.75     | ニュートラル |                                                                                           |